# عبادة الكسبة
عبادة الكسبة (30 يوليو 1994 - ) رياضي أردني ولاعب المنتخب الأردني للملاكمة ، مثل الأردن في أولمبياد ريو 2016 وتأهل للمرة الثانية على التوالي إلى أولمبياد طوكيو 2020.

## مسيرته الرياضية
بدأ الكسبة لعب الملاكمة في سن العاشرة بنادي البقعة وإنضم للمرة الأولى إلى صفوف المنتخب الوطني الأردني عام 2009. أولى الميداليات الخارجية التي حققها الكسبة مع المنتخب الأردني كانت في عام 2012 بحصوله على ذهبية بطولة الجزائر وفي عام 2013 تمكن من نيل فضية بطولة آسيا والتي استضافتها العاصمة الأردنية عمان ضمن فئة وزن تحت ٥٦ كغم وعاد ليكرر إنجازه وفاز في عام 2019 بفضية بطولة آسيا في النسخة التي استضافتها العاصمة التايلاندية بانكوك ضمن فئة وزن تحت 64 كغم.
كما حقق الكسبة الميدالية البرونزية في دورة الألعاب الآسيوية والتي أقيمت في إنتشون الكورية الجنوبية عام 2014 كما حقق الميدالية البرونزية في دورة ألعاب التضامن الإسلامي والتي جرت في العاصمة الأذرية باكو عام 2017.
ونجح عبدة الكسبة في التأهل إلى أولمبياد ريو 2016 بعد حصوله على المركز الخامس في التصفيات العالمية والتي جرت في أذربيجان عام 2016، وفي الأولمبياد شارك الكسبة ضمن فئة وزن تحت 64 كغم حيث خسر نزاله الأول في دور الـ 32 أمام اللاعب الكندي آرثر بيارسلانوف.
عاد الكسبة ليتأهل مجدداً إلى الألعاب الأولمبية في طوكيو عام 2020 بحصوله على الميدالية البرونزية بتصفيات الملاكمة المؤهلة عن قارتي آسيا وأقيانوسيا والتي جرت في الأردن خلال الفترة من 3 إلى 11 أذار عام 2020.